# Invasión de Bugesera
La invasión de Bugesera (en francés: Invasion de Bugesera), también conocida como la Navidad Sangrienta (en francés: Noël Rouge), fue un ataque militar llevado a cabo contra Ruanda por rebeldes Inyenzi con el objetivo de derrocar al gobierno en diciembre de 1963. Los Inyenzi eran un grupo de exiliados étnicamente tutsis afiliados a la Unión Democrática Ruandesa, un partido político que había apoyado a la derrocada monarquía tutsi de Ruanda. Los Inyenzi se oponían a la transformación de Ruanda tras su independencia de Bélgica en un Estado gobernado por la mayoría étnica hutu, a través del Partido del Movimiento para la Emancipación Hutu (PARMEHUTU), un partido político anti-tutsi liderado por el presidente Grégoire Kayibanda. 
A finales de 1963, los líderes Inyenzi decidieron lanzar una invasión de Ruanda desde sus bases en países vecinos para derrocar a Kayibanda. Aunque un intento de asalto en noviembre fue detenido por el gobierno de Burundi, en la madrugada del 21 de diciembre de 1963 varios cientos de Inyenzi cruzaron la frontera burundesa y capturaron el campamento militar ruandés en Gako, Bugesera. Reforzados con armas capturadas y reclutas locales, los Inyenzi—cuyo número oscilaba entre 1.000 y 7.000—marcharon hacia la capital ruandesa, Kigali. Fueron detenidos a unos 12 millas (19,3 km) al sur de la ciudad, en el puente de Kanzenze sobre el río Nyabarongo, por varias unidades de la Guardia Nacional Ruandesa. La GNR derrotó a los rebeldes gracias a su superioridad de fuego y, en los días siguientes, repelió nuevos ataques Inyenzi lanzados desde la República del Congo (Léopoldville) y Uganda.
Poco después de la invasión, el régimen ruandés inició una purga contra hutus moderados y destacados políticos tutsis. Unos veinte líderes opositores de UNAR y del Rassemblement Démocratique du Rwanda fueron acusados de colaborar con los rebeldes, arrestados y ejecutados en Ruhengeri. Kayibanda asignó ministros de su gobierno a cada una de las diez prefecturas del país—denominadas "regiones de emergencia"—y les concedió poderes especiales para defenderlas, incluida la responsabilidad de organizar milicias hutus de "autodefensa". Estas milicias llevaron a cabo represalias sistemáticas contra los tutsis, con la violencia más intensa concentrada en la prefectura de Gikongoro. Las matanzas se extendieron hasta enero de 1964, con estimaciones que sitúan la cifra de muertos hasta en 20.000 tutsis asesinados. Miles más huyeron del país.
Las masacres provocaron una condena internacional y acusaciones de genocidio, que fueron negadas por el gobierno ruandés. La invasión y las represalias posteriores destruyeron las bases de apoyo internas de UNAR y convirtieron a Ruanda en un Estado unipartidista de facto bajo dominio del PARMEHUTU, al tiempo que mejoró el estatus de la GNR. Los ataques Inyenzi continuaron durante varios años, pero fueron fácilmente rechazados. Aún persiste el debate sobre si las matanzas de represalia contra los tutsis constituyeron un genocidio.

## Antecedentes

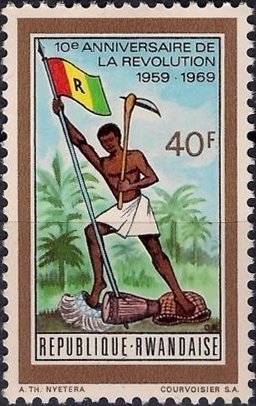
Sello de 1969 celebrando la Revolución ruandesa.

Tras el final de la Primera Guerra Mundial en 1918, las potencias vencedoras se repartieron las colonias del derrotado Imperio alemán. Bélgica recibió el mandato de la Sociedad de Naciones sobre Ruanda-Urundi —dos territorios conjuntos en África Oriental— bajo los auspicios de la Sociedad de Naciones. En Ruanda, la administración colonial belga socavó la monarquía tradicional, promovió el cristianismo y centralizó el gobierno bajo su dominio directo. Como parte de esto, los belgas institucionalizaron una jerarquía racial que favorecía a la minoría étnica tutsi en detrimento de la mayoría hutu. Los belgas apoyaron teorías raciales que sostenían que los tutsis eran de origen superior y no africano, y les otorgaron acceso privilegiado a la educación y cargos administrativos, mientras que la mayoría hutu era relegada a la subordinación económica para beneficiar a las empresas belgas.
La población ruandesa se volvió mayoritariamente cristiana, siendo el catolicismo la confesión predominante. Tras la Segunda Guerra Mundial, comenzó a formarse una pequeña contraélite hutu compuesta por personas que habían accedido a la educación y publicaciones a través de la Iglesia católica. Los funcionarios católicos mantenían vínculos estrechos con esta élite hutu. Esta comenzó a promover una ideología conocida como poder hutu, que denunciaba la dominación tutsi como una explotación extranjera de la mayoría hutu. Uno de sus nuevos líderes fue Grégoire Kayibanda, ex seminarista y editor de publicaciones católicas.
En octubre de 1959, Kayibanda fundó el Partido del Movimiento para la Emancipación Hutu (PARMEHUTU), un partido político que exigía el fin del dominio tutsi y defendía la democratización gradual sin hostilidad hacia Europa. Al mismo tiempo, conservadores tutsis crearon la Union Nacional Ruandesa, que demandaba una independencia inmediata pero bajo la monarquía tutsi. Otros partidos como el Rassemblement Démocratique du Rwanda, de corte moderado, no lograron apoyo popular. Los belgas comenzaron a favorecer a la élite hutu, fervientemente católica y anticomunista, mientras que la élite tutsi y la UNAR adoptaban posturas anticoloniales y socialistas. Tras una ola de disturbios étnicos a finales de 1959 y una intervención militar belga, se reemplazaron muchos jefes tutsis por hutus. En junio de 1960, los belgas celebraron elecciones municipales que fueron ganadas abrumadoramente por el PARMEHUTU.
En enero de 1961, miles de funcionarios municipales ruandeses se reunieron en Gitarama y, actuando como asamblea constituyente, votaron disolver la monarquía y establecer un sistema presidencial. El presidente propuesto, Dominique Mbonyumutwa, pidió a Kayibanda formar un nuevo gobierno. Posteriormente, se modificó la estructura para que Kayibanda asumiera la presidencia. En las elecciones parlamentarias de septiembre de 1961, PARMEHUTU obtuvo la mayoría absoluta en la Asamblea Legislativa de Ruanda. Paralelamente se celebró un referéndum para abolir la monarquía, en el que la población votó a favor de su eliminación. En febrero de 1962, la ONU negoció un compromiso, el Acuerdo de Nueva York, para fomentar un gobierno inclusivo. El acuerdo exigía que Kayibanda y PARMEHUTU formaran un gobierno de coalición con UNAR, garantizando a esta última dos carteras ministeriales. Esto dividió a UNAR entre una facción dispuesta a participar en la coalición y otra que optó por usar la fuerza para restaurar la monarquía. Esta última se organizó en el exilio. El 17 de mayo de 1962, Michel Rwagasana, líder de la facción moderada, declaró ante la Asamblea Legislativa que UNAR cooperaría con el gobierno. Esto enfureció a los restauracionistas y provocó la ruptura definitiva entre los exiliados y los que permanecían en Ruanda.
Ruanda-Urundi se independizó como los estados de Ruanda y Burundi el 1 de julio de 1962. Kayibanda asumió como presidente de Ruanda. Temerosos del dominio mayoritario y ante episodios de violencia, miles de tutsis huyeron a países vecinos, siendo Burundi, que mantenía una monarquía tutsi, el más receptivo. Los restauracionistas de UNAR formaron un gobierno en el exilio, con François Rukeba como primer ministro. Su objetivo era restaurar la monarquía mediante la fuerza. Sin embargo, los exiliados de UNAR estaban divididos, fragmentados y mal organizados. Dispersos en varios países, la comunicación era lenta, lo que dificultaba la acción coordinada. Además, el partido carecía de cohesión y las rivalidades internas obstaculizaban la resistencia: mientras Kigeli y los monárquicos conservadores lideraban el exilio, también existía una corriente izquierdista creciente. En mayo de 1963, el gobierno en el exilio fue reformado, con Michel Kayihura como primer ministro y Rukeba como ministro de Defensa. En febrero de 1963, Kayibanda expulsó a los ministros de UNAR de su gabinete.

## Preludio
La decisión de lanzar un ataque a gran escala contra Ruanda a finales de 1963 fue tomada por los líderes de la UNAR en Burundi en noviembre de ese año. En agosto se habían celebrado elecciones comunales en todo Ruanda. El PARMEHUTU ganó una abrumadora mayoría de los cargos, pero la campaña reveló importantes desacuerdos internos dentro del partido, lo que permitió a la UNAR consolidar su apoyo interno. En octubre de 1963, Kigeli entregó 23.000 dólares —parte del dinero recibido del gobierno chino— a Papias Gatwa, su secretario personal, con instrucciones de hacérselo llegar a Rukeba, quien se encontraba en el Congo en ese momento. Este dinero permitió a los líderes exiliados de la UNAR comprar armas y municiones. Circularon rumores de que Gatwa y Rukeba habían malversado los fondos entregados por Kigeli, y que Rukeba había ordenado los posteriores ataques a Ruanda para “justificar” el uso del dinero. Según la periodista Linda Melvern, los Inyenzi en Burundi también adquirieron armas mediante la venta de alimentos proporcionados por organizaciones de ayuda a los refugiados. Los Inyenzi también contaban con una gran cantidad de armas ligeras confiscadas previamente en un arsenal policial en Ngara, Tanganica, a principios de ese mismo año. En noviembre, la sede de Rukeba en Buyumbura logró establecer comunicaciones eficaces entre los centros de refugiados tutsis en Burundi y Tanzania. El académico René Lemarchand concluyó que "si alguien puede ser considerado responsable de las incursiones lanzadas desde Burundi, ese fue Rukeba". Cooper y Fontanellaz argumentaron que la decisión de lanzar una invasión a gran escala —diseñada para ganar el conflicto de una sola vez— fue motivada por la captura y ejecución de varios líderes rebeldes a finales de 1963.
A finales de noviembre, los Inyenzi en Burundi se debilitaron después de que Rukeba fuera arrestado por las autoridades locales, que descubrieron un alijo de armas en su casa —supuestamente robadas a rebeldes congoleños— y tras la incautación de tres camiones cargados de armas cerca de Buyumbura. El primer intento de invasión de Ruanda por parte de los Inyenzi desde Burundi se produjo poco después, el 25 de noviembre de 1963. Aproximadamente 1.500 refugiados de todo Burundi, en su mayoría armados con lanzas y arcos, iniciaron un viaje de tres días hacia la frontera ruandesa. Al enterarse de ello, el representante del ACNUR en Buyumbura, Jacques Cuenod, y un grupo de misioneros protestantes alertaron al gobierno burundés y trataron frenéticamente de convencerlo para detener el ataque. Cuenod señaló que probablemente la GNR estaba esperando a los Inyenzi en la frontera y que los derrotaría sin problemas. Tras algunas dudas, el gobierno de Burundi envió a la gendarmería para desarmar a los refugiados y devolverlos a sus campamentos. Posteriormente, un refugiado dijo al trabajador del ACNUR François Preziosi que Rukeba había ordenado el ataque después de una reunión en Buyumbura en la que los líderes Inyenzi de otros países se habían mostrado en contra. El refugiado también afirmó que Kigeli supuestamente había pedido a Rukeba en una carta que no lanzara ningún ataque. Sin embargo, los investigadores Günther Philipp y Helmut Strizek sostuvieron que el comandante final de la fuerza rebelde que invadió Ruanda en 1963 fue Kigeli.
A principios de diciembre, la actitud de las autoridades burundesas hacia la prevención de ataques Inyenzi cambió, ya que una reunión entre delegados ruandeses y burundeses en Gisenyi —para resolver cuestiones pendientes sobre la disolución de la unión aduanera y monetaria Ruanda-Burundi— fracasó debido a desacuerdos. El vice primer ministro burundés Pié Masumbuko dijo a un funcionario ruandés: "Recientemente hemos arrestado a personas que estaban a punto de atacarlos y ahora ustedes deciden romper relaciones económicas con nosotros. Por tanto, no quieren colaboración."

## Invasión
El 21 de diciembre de 1963, los Inyenzi iniciaron un intento de invasión mejor coordinado. Los insurgentes supuestamente llamaron a su fuerza "Armée Royale Rwandaise" (Ejército Real Ruandés). Según "fuentes confiables", los líderes Inyenzi esperaban orquestar ataques simultáneos a Ruanda desde cuatro regiones diferentes: Kabare, Uganda; Ngara, Tanganica; Goma, Congo; y Ngozi y Kayanza, Burundi. A las 04:30 de ese día, entre 200 y 300 Inyenzi, armados principalmente con fusiles artesanales, lanzas y flechas, cruzaron la frontera burundesa en Nemba. A medida que avanzaban, fueron uniéndose tutsis locales, hasta alcanzar una fuerza de unos 600 hombres. Una hora más tarde tomaron por sorpresa el campamento militar ruandés en Gako, Kabuga, Bugesera. Tras abastecerse con armas y municiones capturadas, y apoderarse de dos jeeps, se dirigieron al campo de desplazados tutsis de Nyamata, donde fueron recibidos con júbilo. Según algunos observadores, los Inyenzi perdieron tiempo celebrando y bebiendo alcohol. Con sus filas aumentadas hasta entre 1.000 y 7.000 efectivos, la fuerza Inyenzi se dirigió hacia Kigali.
Aaron Segal escribió que los líderes ruandeses inicialmente entraron en pánico ante la invasión, temiendo un ataque múltiple apoyado por Burundi para restaurar la monarquía. En cambio, el historiador Dantès Singiza escribió que el mayor Camille Tulpin —asesor militar belga y jefe de facto de la Sûreté Nacional Ruandesa— y los líderes de la GNR ya conocían los planes de los Inyenzi y planearon atraerlos a una emboscada. Según François-Xavier Munyarugerero y el historiador militar Frank Rusagara, el teniente Juvénal Habyarimana, comandante de la GNR, organizó la contraofensiva del gobierno. Por el contrario, Segal escribió que el comandante entregó el control a un asesor militar belga, quien reorganizó a la Garde para detener la incursión. Los Inyenzi fueron detenidos a unos 12 millas (19,3 km) al sur de Kigali, en el puente de Kanzenze, sobre el río Nyabarongo, por varias unidades de la GNR dirigidas por oficiales belgas y equipadas con morteros y armas semiautomáticas. Los oficiales belgas más implicados fueron el comandante Frans, el capitán Dubois y el suboficial Florquin. Entre los líderes ruandeses destacaron los subtenientes Ruhashya y Mbonampeka, así como cadetes de la escuela de oficiales de Butare. En la batalla que siguió, los Inyenzi fueron derrotados por la superioridad armamentística de la GNR, con varios cientos de tutsis y algunos congoleños muertos. Se informó que en el cuerpo de uno de los congoleños se encontraron los planes de invasión de los Inyenzi y una lista de ministros que planeaban instalar tras derrocar al gobierno. Tulpin acusó a políticos locales de la UNAR de conocer dicho documento. Los supervivientes huyeron hacia la frontera con Burundi. Según Segal, cuatro soldados ruandeses murieron en Gako.The New York Times informó que los Inyenzi ejecutaron a cuatro soldados ruandeses capturados durante la retirada. Según Cooper y Fontanellaz, la retirada Inyenzi fue cubierta por francotiradores que mataron a dos soldados de la GNR, y los rebeldes ejecutaron a siete prisioneros una vez en Burundi.
Entre el 21 y el 22 de diciembre, los Inyenzi lanzaron varias incursiones menores desde Kivu, Congo, cruzando la llanura del Ruzizi hacia Cyangugu. La GNR los rechazó y ejecutó a unos 90 prisioneros. Desde Uganda, un grupo liderado por Kibibiro intentó alcanzar la frontera ruandesa, pero fue detenido por las autoridades locales el 25 de diciembre. Dos días después, unos 600 Inyenzi cruzaron a Ruanda por Kizinga. Armados en su mayoría con lanzas, arcos y machetes, atacaron Nyagatare. La GNR, en alerta ante nuevas incursiones, repelió rápidamente el ataque con 110 soldados equipados con fusiles semiautomáticos. Los insurgentes sufrieron unas 300 bajas. Los supervivientes huyeron de regreso a Uganda, donde fueron capturados o muertos por una compañía del ejército ugandés. Los ataques desde Tanganica nunca llegaron a producirse.

## Represión y atrocidades

### Purga de políticos
Poco después de la invasión, el régimen ruandés inició una purga de políticos, que afectaron a hutus moderados y tutsis. Pierre Claver Karyabwite, vicepresidente de la rama juvenil de la UNAR, fue advertido por un funcionario local de que se iba a ejecutar a la cúpula del partido. Condujo hasta Nyamirambo, donde se encontraba la sede del partido y donde vivían Michel Rwagasana y el presidente del partido Joseph Rutsindintwarane, para alertarlos del peligro. Según Karyabwite, ambos se negaron a huir. Unos 20 políticos vinculados a la UNAR y al RADER fueron encarcelados —algunos supuestamente figuraban en la lista de ministros deseados por los Inyenzi— y poco después fueron llevados a Ruhengeri y ejecutados en la colina de Nyamagumba.
Entre los ejecutados estaban Rutsindintwarane, Rwagasana, así como el presidente y vicepresidente del RADER, Prosper Bwanakweli y Lazare Ndazaro. Cuando Lemarchand preguntó por qué se ejecutó a los prisioneros en Ruhengeri y no en Kigali, un funcionario hutu respondió que Ruhengeri era "el lugar más seguro" para hacerlo. La mayoría de simpatizantes comunes de la UNAR fueron arrestados pero no asesinados. Fueron retenidos en Kigali y liberados seis meses después. Cuatro sacerdotes católicos tutsis fueron detenidos por presunta colaboración con los Inyenzi. El nuncio apostólico intervino personalmente para evitar la ejecución de varios tutsis de Bugesera acusados de ayudar a los exiliados.

### Masacres de tutsis
Tras la invasión, Kayibanda asignó apresuradamente a ministros de su gobierno a cada una de las diez prefecturas —denominadas "regiones de emergencia"— y les otorgó poderes especiales, incluida la responsabilidad de organizar milicias hutus de "autodefensa" —autodéfense civile.  Los burgomaestres y prefectos estuvieron muy implicados en la creación de dichas milicias. Radio Kigali emitía constantemente advertencias a la población para que estuviera "siempre alerta" ante posibles terroristas tutsis. Se establecieron controles en las carreteras de todo el país. Muchos hutus temían que la invasión devolviera el poder a los tutsis.

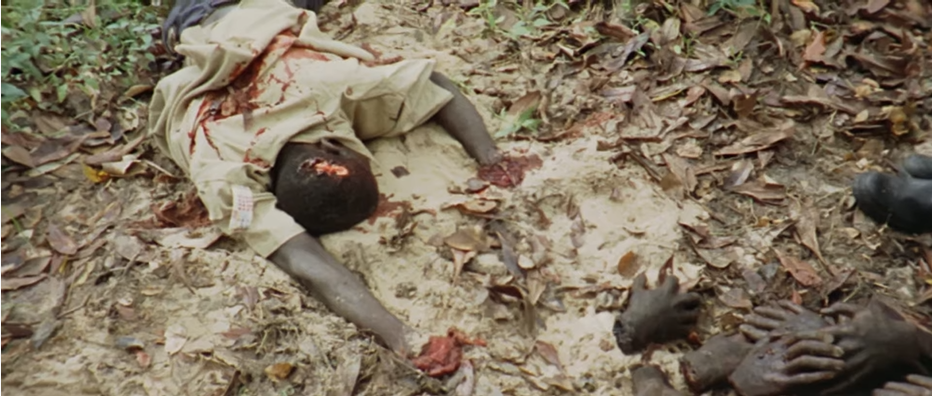
Tutsis asesinados por milicias hutus en enero de 1964

Las matanzas comenzaron el 23 de diciembre. Milicias hutus mataron a 98 tutsis en Cyangugu y 100 en Kibungo. Las masacres en la prefectura de Gikongoro fueron impulsadas por el prefecto André Nkeramugaba. En una reunión con burgomaestres y militantes del PARMEHUTU, declaró: "Se espera que nos defendamos. La única manera es paralizar a los tutsis. ¿Cómo? Deben ser eliminados". Las matanzas en Gikongoro comenzaron el 25 de diciembre, con hutus armados con garrotes, lanzas y machetes, que asesinaron sistemáticamente a miles de tutsis. Miles más buscaron refugio en las misiones católicas de Kaduha y Cyanika. El ministro de Agricultura, Damien Nkezabera, asignado a Gikongoro, también dirigió represalias. En un momento dado pidió a los misioneros que entregaran a los tutsis escondidos, pero los sacerdotes se negaron. Los misioneros solicitaron el fin de las matanzas, pero las autoridades no las detuvieron hasta el 29 de diciembre. Algunos misioneros católicos y protestantes, armados con rifles, enfrentaron a las turbas hutus para proteger a los refugiados. La magnitud de la participación campesina en las matanzas de Gikongoro sigue siendo desconocida.
La violencia se extendió rápidamente a otras regiones, especialmente a Bugesera y Rusumo. Se cometieron actos de extrema brutalidad; un misionero reportó que un grupo de hutus "cortó los pechos a una mujer tutsi, y mientras agonizaba, obligaron a sus hijos a comérselos delante de ella". Los tutsis fueron asesinados a golpes, decapitados, quemados vivos o arrojados a los cocodrilos en los ríos. Las turbas hutus preferían armas contundentes, y uno de sus miembros afirmó: "No somos culpables si no hay sangre". En Shigira, se informó que 100 mujeres y niños tutsis prefirieron ahogarse en el río Nyabarongo antes que ser asesinados. En Bugesera, fueron asesinados 5.000 tutsis y miles huyeron. Algunos prefectos y líderes del PARMEHUTU aprovecharon la situación para beneficiarse políticamente; al matar a los tutsis, liberaban tierras que luego asignaban a hutus, fortaleciendo su base política. Las matanzas esporádicas continuaron durante las dos primeras semanas de enero de 1964. Más tutsis huyeron de Ruanda; 6.000 fueron a Uganda directamente a causa de las masacres, y miles más escaparon hacia la región de Murore, en Burundi.

## Consecuencias

### Número de víctimas

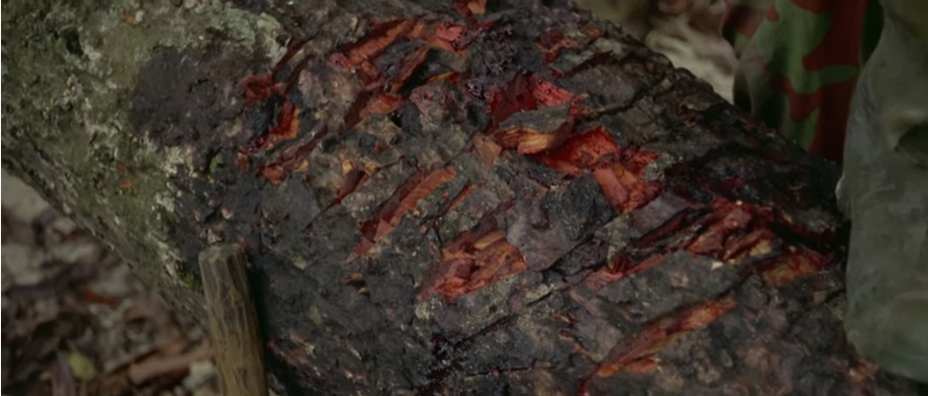
Tocón ensangrentado usado por milicias hutus para amputar las manos de tutsis.

En sus primeros informes sobre las matanzas, Radio Ruanda, la emisora estatal, afirmó que habían muerto 750 personas: 350 inyenzi durante su ataque y 400 civiles. El gobierno ruandés publicó posteriormente un libro blanco en marzo de 1964 que mencionaba 870 fallecidos. El politólogo René Lemarchand calificó estas cifras de «patentemente inexactas» y estimó que al menos 10.000 tutsis murieron en las represalias. La ONU estimó entre 1000 y 3000 muertos, mientras que el Consejo Mundial de Iglesias sugirió entre 10.000 y 14.000 tutsis asesinados. Algunas estimaciones elevan la cifra hasta 20.000 civiles muertos. Lemarchand concluyó que era «imposible» determinar el número exacto de víctimas.

### Críticas públicas y respuesta
En Ruanda, las autoridades de la Iglesia católica reaccionaron con rapidez a la violencia. En su sermón navideño en la catedral de Kabgayi, el arzobispo André Perraudin condenó las invasiones y las represalias, apelando por la paz y criticando sutilmente al gobierno. Los cuatro obispos católicos de Ruanda emitieron una declaración conjunta centrada más en los «terroristas armados» que en las masacres, e instaron a respetar la ley divina, sin criticar abiertamente al Estado. El sacerdote Stany de Jamblinne incluso se negó a dar la Eucaristía al prefecto André Nkeramugaba por su papel en los hechos.
El gobierno ruandés censuró fuertemente los medios para evitar la difusión de las atrocidades. Las noticias de las matanzas llegaron a la comunidad internacional en febrero de 1964, causando sorpresa e indignación. El 4 de febrero, Le Monde habló de un «verdadero genocidio» en Gikongoro. La prensa británica denunció una «política deliberada de genocidio» contra los antiguos gobernantes tutsis. La historiadora Margery Perham pidió la expulsión de Ruanda de la ONU. Bertrand Russell calificó lo ocurrido como un «holocausto […] no visto desde el exterminio de los judíos». El 10 de febrero, Radio Vaticano declaró que se trataba del «genocidio más sistemático desde el de los judíos por Hitler». Perraudin defendió al gobierno ruandés, afirmando que llamar «genocidio» a lo ocurrido era «profundamente insultante» para un jefe de Estado católico.
Solo Burundi condenó abiertamente las matanzas. El gobierno burundés acusó a Ruanda de incursiones fronterizas y asesinatos de sus ciudadanos. La tensión se resolvió en abril sin solución oficial, aunque persistieron los insultos cruzados por radio hasta 1965.
El secretario general de la ONU, U Thant, envió al representante especial Max Dorinsville en dos misiones de investigación. El gobierno ruandés admitió que hubo «excesos» pero aseguró que no fueron ordenados desde Kigali. Dorinsville concluyó que las represalias fueron obra de milicias populares fuera del control estatal. La ONU no tomó más medidas.

### Impacto nacional
Dos funcionarios de la ONU dimitieron en enero por no querer trabajar en un país que «practicaba el genocidio». Suiza amenazó con cortar su ayuda si no se investigaban las matanzas. Se creó una comisión oficial que identificó a 89 implicados, incluyendo ministros, prefectos y burgomaestres, pero sus resultados fueron desestimados por el gobierno y reemplazados por una segunda comisión que emitió un informe con menos inculpaciones. Los pocos acusados recibieron penas leves. Bélgica exigió la repatriación de tres asesores militares belgas implicados en la represión; el gobierno ruandés accedió tras amenazas de cortar la ayuda.

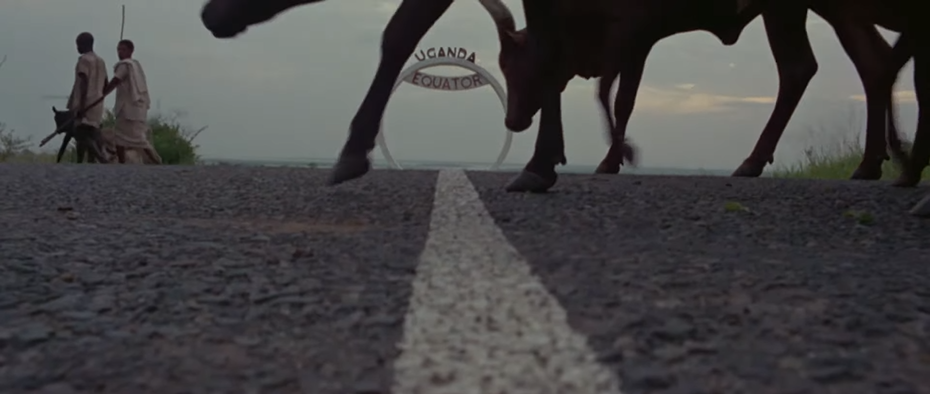
Refugiados tutsis huyendo a Uganda con su ganado, enero de 1964

Políticamente, la invasión y las represalias aumentaron el apoyo popular al gobierno de Grégoire Kayibanda. Este se presentó como defensor de los campesinos hutus frente a un supuesto intento de restaurar el antiguo feudalismo tutsi. El UNAR fue eliminado como fuerza política interna, y Ruanda se convirtió en un Estado de partido único de facto. La población refugiada tutsi se triplicó, pasando de 120.000 en 1962 a 336.000 en 1964. Los ataques inyenzi desde el exilio continuaron hasta 1966, sin éxito. El régimen impuso cuotas étnicas que permitieron solo un 9% de tutsis en la administración pública. Aunque seguían sobrerrepresentados en la educación superior, fueron excluidos de la vida política. No se produjeron más violencias étnicas de gran escala hasta 1973.

### Impacto regional
El fracaso de la invasión radicalizó a algunos exiliados inyenzi en el Congo, que se unieron a la Rebelión Simba de 1964 esperando instaurar un régimen favorable a su causa. Algunos líderes como Laurent Rukeba jugaron un papel destacado antes de ser derrotados. Las derrotas y divisiones internas provocaron el declive definitivo del UNAR en el exilio. Para 1965–1966, estaba prácticamente disuelto.

## Análisis académico
Lemarchand escribió que «no fue accidental» que la mayoría de las matanzas tuvieran lugar en Gikongoro, ya que era un bastión de la oposición política tutsi al gobierno. Señaló que, en octubre de 1961, el residente belga en Ruanda había predicho que un gran ataque del UNAR provocaría represalias masivas contra los tutsis por parte del gobierno, y que la población tutsi era consciente de ello. Lemarchand concluyó que los líderes detrás de la invasión eran fanáticos en su afán de restaurar al UNAR y la monarquía, y por ello estaban ciegos ante las posibles consecuencias de sus acciones.
Según el académico Emmanuel Viret, las masacres de Gikongoro:
«solo pudieron alcanzar esa magnitud gracias a la movilización del campesinado».
El historiador católico J. J. Carney cuestionó la veracidad de la supuesta lista de ministros deseados por los inyenzi encontrada en el cadáver de un congoleño, especialmente por la inclusión de líderes internos del UNAR y del RADER, escribiendo: «Es más probable que PARMEHUTU fabricara el documento y lo utilizara como pretexto para eliminar a sus últimos rivales políticos... nunca hubo afinidad entre los exiliados del UNAR y sus líderes internos... y los dirigentes del RADER como Bwanakweli y Ndazaro nunca mantuvieron relaciones cercanas con sus rivales del UNAR». Carney también criticó la tibia respuesta de los líderes católicos ruandeses, señalando que «condenaron la violencia pero no responsabilizaron a nadie». No obstante, reconoció que «los obispos sí criticaron las detenciones de opositores políticos... [pero] parecían concederle el beneficio de la duda al gobierno».
Paulmichl argumentó que las masacres posteriores a la invasión lograron los objetivos principales de PARMEHUTU: consolidar su poder y unificar a los hutus del país. Melvern comparó las represalias de 1963 con el Genocidio de Ruanda de 1994, escribiendo: «La planificación y los métodos empleados, separados por treinta años, son similares».
Existe desacuerdo sobre si las matanzas de tutsis constituyeron un genocidio. Lemarchand opinó que «sería engañoso hablar de genocidio». Según la politóloga Deborah Mayersen, «a pesar de los numerosos factores de riesgo de genocidio... la crisis se disipó relativamente rápido». Melvern escribió que «la acusación de genocidio contra el régimen de Kayibanda no fue probada». Argumentó que estaba «ampliamente aceptado» que las matanzas ocurrieron por una «interpretación extrema» de su mandato por parte de los funcionarios locales encargados de organizar grupos de autodefensa, y señaló que los 6000 tutsis que huyeron a Uganda lo hicieron sin impedimentos por parte del gobierno.
El politólogo Scott Straus calificó las represalias como una «masacre étnica». Carney las describió como un «evento genocida». El historiador Timothy J. Stapleton escribió: «En retrospectiva, las masacres de tutsis de 1963-1964 parecen corresponder a la definición legal internacional de genocidio; fueron intencionales y orientadas a la exterminación de al menos parte de un grupo definido por motivos raciales».

## Obras citadas
- Brecher, Michael; Wilkenfeld, Jonathan (1997). A Study of Crisis. University of Michigan Press. ISBN 9780472108060.
- Carney, J.J. (2014). Rwanda Before the Genocide: Catholic Politics and Ethnic Discourse in the Late Colonial Era. Oxford University Press USA. ISBN 9780199982271.
- Cooper, Tom; Fontanellaz, Adrien (2015). The Rwandan Patriotic Front. Solihull: Helion & Company. ISBN 9781910294567.
- Harroy, Jean-Paul (1989). Rwanda: souvenirs d'un compagnon de la marche du Rwanda vers la démocratie et l'indépendance (en francés) (2ª edición). Hayez. ISBN 9782871260073.
- Lemarchand, René (1970). Rwanda and Burundi. New York: Praeger Publishers. OCLC 254366212.
- Melvern, Linda (2000). A People Betrayed: The Role of the West in Rwanda's Genocide (reimpresión edición). Zed Books. ISBN 9781856498319.
- Mamdani, Mahmood (2002). When Victims Become Killers: Colonialism, Nativism, and the Genocide in Rwanda (reimpresión edición). Princeton: Princeton University Press. ISBN 9780691102801.
- Mamdani, Mahmood (2020). When Victims Become Killers: Colonialism, Nativism, and the Genocide in Rwanda (revisada edición). Princeton: Princeton University Press. ISBN 9780691193830.
- Munyarugerero, François-Xavier (2003). Réseaux, pouvoirs, oppositions: La compétition politique au Rwanda (en francés). L'Harmattan. ISBN 9782296308244.
- Mushemeza, Elijah Dickens (2007). The Politics and Empowerment of Banyarwanda Refugees in Uganda, 1959-2001. Kampala: Fountain Publishers. ISBN 9789970027194.
- Onoma, Ato Kwamena (2013). Anti-Refugee Violence and African Politics. Cambridge: Cambridge University Press. ISBN 978-1-107-03669-7.
- Paulmichl, Simone (1998). «Die Determinante des Völkermordes in Ruanda: Ethnizität als politische Waffe». Arbeitspapiere zu Problemen der Internationalen Politik und der Entwicklungsländerforschung (en alemán) (Geschwister-Scholl-Institut für Politikwissenschaft (Universidad Ludwig Maximilian de Múnich)) (26). ISSN 1430-6794.
- Philipp, Günther (1978). «Rwanda».  En Sternberger, Dolf; Vogel, Bernhard; Nohlen, Dieter et al., eds. Afrika: Politische Organisation und Repräsentation in Afrika (en alemán). Berlín: De Gruyter. pp. 1691-1730. ISBN 9783110904802.
- Rosenberg, Sheri P.; Galis, Tibi; Zucker, Alex, eds. (2016). Reconstructing Atrocity Prevention. Cambridge University Press. ISBN 9781107094963.
- Rusagara, Frank K. (2009). Resilience of a Nation : A History of the Military in Rwanda. Kigali: Fountain Publishers Rwanda. ISBN 9789970190010.
- Segal, Aaron (1964). Massacre in Rwanda. Fabian Research Series (240). Londres: Fabian Society. ISSN 0305-3555.
- Sinema, Kyrsten (2015). Who Must Die in Rwanda's Genocide?: The State of Exception Realized. Lexington Books. ISBN 9781498518659.
- Stapleton, Timothy J. (2017). A History of Genocide in Africa. ABC-CLIO. ISBN 9781440830525.
- Straus, Scott (2013). The Order of Genocide: Race, Power, and War in Rwanda. Cornell University Press. ISBN 9780801467141.
- Strizek, Helmut (1996). Ruanda und Burundi: von der Unabhängigkeit zum Staatszerfall : Studie über eine gescheiterte Demokratie im afrikanischen Zwischenseengebiet (en alemán). Munich: Weltforum. ISBN 3-8039-0451-X.
- Thompson, Allan, ed. (2007). The Media and the Rwanda Genocide. Londres: Pluto Press. ISBN 9780745326252.
- Waugh, Colin M. (2013). Paul Kagame and Rwanda: Power, Genocide and the Rwandan Patriotic Front. McFarland. ISBN 9781476613154.
- Weinstein, Warren (1976). Historical Dictionary of Burundi. Metuchen: Scarecrow Press. ISBN 978-0-8108-0962-8.